# Kính viễn vọng phản xạ

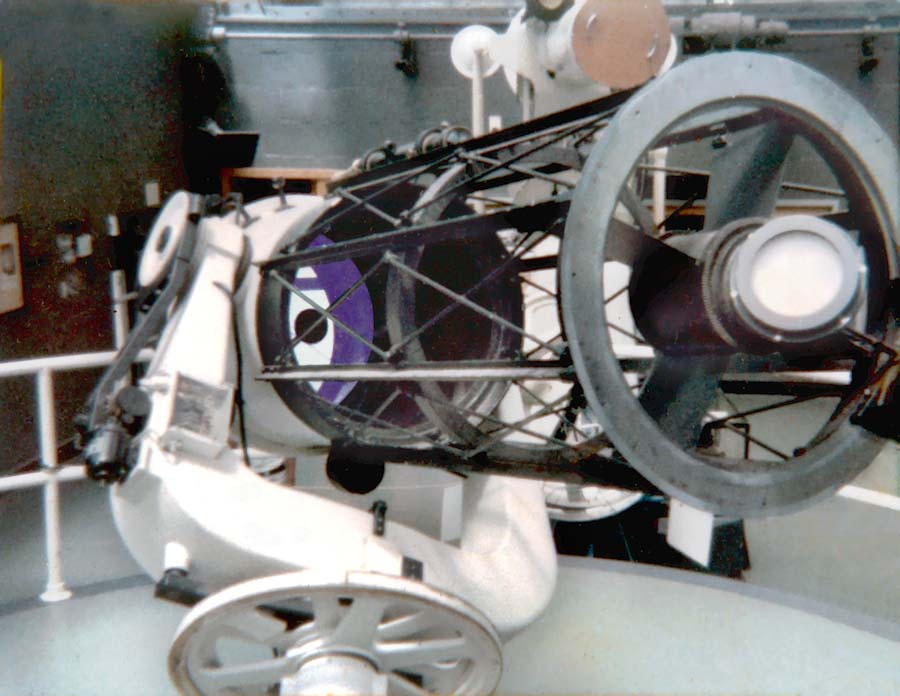
Kính thiên văn phản xạ Newton/Cassegrain có thể chuyển đổi 24 inch được trưng bày tại Viện Franklin

Kính viễn vọng phản xạ hay kính thiên văn phản xạ (tiếng Anh: reflecting telescope hay reflector) là loại kính viễn vọng sử dụng một hoặc một vài gương phản xạ phản chiếu ánh sáng và hình thành một hình ảnh. Nó còn được gọi là kính thiên văn catoptric .
Kính viễn vọng phản xạ đã được phát minh vào thế kỷ 17 như là một sự thay thế cho kính viễn vọng khúc xạ. Vào thời đó, thiết kế kính viễn vọng chịu sự quang sai màu sắc nghiêm trọng. Mặc dù kính thiên văn phản xạ tạo ra các loại quang sai khác, nhưng nó là một thiết kế cho phép áp dụng các kính vật đường kính rất lớn .
Ngày nay hầu hết các kính thiên văn chính được sử dụng trong nghiên cứu thiên văn là những kính phản xạ. Kính phản xạ có nhiều biến thể thiết kế và có thể sử dụng các yếu tố quang học khác để cải thiện chất lượng hình ảnh hoặc đặt hình ảnh ở vị trí thuận lợi về mặt cơ học .